# آنتونیو بالدینی
آنتونیو بالدینی (به ایتالیایی: Antonio Baldini)؛ (۱۰ اکتبر ۱۸۸۹ – ۶ نوامبر ۱۹۶۲) روزنامه‌نگار، منتقد ادبی و نویسنده ایتالیایی بود.

## زندگی‌نامه

### سال‌های اولیه
آنتونیو بالدینی در رم به دنیا آمد. کنت گابریل بالدینی (۱۸۶۰–۱۹۱۶)، پدرش، از طبقه اشراف، اصالتاً اهل سانتارکانجلو در رومانیا بود، و سال‌ها در وزارت فواید عمومی، در ارتباط با مدیریت قراردادهای توسعه راه‌آهن، استخدام شد. مادر او، به نام سوفیا آلکایک (۱۸۶۱–۱۹۲۹)، از لیورنو (توسکانی)، احتمالاً در یک خانواده مهاجر به دنیا آمده بود. پدر بالدینی از تحسین‌کنندگان پرشور صدراعظم بیسمارک بود. او در تعدادی از مدارس رم تحصیل کرد. او سپس برای ادامه تحصیل در رشته ادبیات در دانشگاه ساپینزا رم ثبت نام کرد، اگرچه تحصیلات خود را در آنجا تکمیل نکرد ولی با ادامه تحصیل در مدارس دیگر در سال ۱۹۱۶ فارغ التحصیل شد. آنتونیو قبل از فارغ‌التحصیل شدن  روزنامه‌نگاری را پیشه خود کرده بود.

### محقق ادبی و روزنامه‌نگار
پایان‌نامه فارغ‌التحصیلی بالدینی مربوط به لودوویکو آریوستو بود، که در دوران تحصیل به همراه جوسوئه کاردوچی، کارهای او را مورد تحقیق قرار می‌دادند.
در همین حال، او به حلقه‌ای از محققان ادبی از جمله امیلیو چکی، وینچنزو کاردارلی، ریکاردو باکلی و آلدو پالاتسسکی پیوسته بود. در سال‌های اولیه قرن بیستم، این مردان، با هم، هسته یک احیای فرهنگی را تشکیل دادند که عمدتاً حول مجلات و نشریات آوانگارد مختلف متمرکز بود، که احتمالاً شناخته‌شده‌ترین آنها «La Voce*» بود و هست که بین سال‌های ۱۹۰۸ تا ۱۹۱۶ در فلورانس منتشر می‌شد. اولین اثر منتشر شده بالدینی در سال ۱۹۱۲ در مجله ادبی دیگری به نام «لیریکا» منتشر شد که در اوایل همان سال توسط آرتورو اونوفری و اومبرتو فراچیا تأسیس شده بود.

### جنگ
پس از ورود ایتالیا به جنگ جهانی اول در ماه مه ۱۹۱۵، بالدینی در تابستان ۱۹۱۵ به ارتش پیوست، در ابتدا به عنوان یک سرباز عادی، اما به سرعت به درجه افسر پیاده نظام ارتقا یافت. در ۳ نوامبر ۱۹۱۵، او در نبرد مونته سن میشل، در کوه‌های شمال غربی تریسته، به شدت زخمی شد. مشارکت او در این نبرد، مدال نقره شجاعت نظامی را برای او به ارمغان آورد. سپس برای بهبودی به رم فرستاده شد. 
در اواخر سال ۱۹۱۶، بالدینی به خط مقدم بازگشت. او که هنوز از نظر جسمی قادر به جنگیدن نبود، در عوض به عنوان «خبرنگار جنگی» خدمت کرد. نوشته‌های او، مانند قبل، در مجله لید ناسیونال مستقر در رم و اکنون نیز در لیلوستازیون ایتالیانا، یک مجله مصور هفتگی که در میلان منتشر می‌شد. او همچنین برای مجله لیلوستازیون ایتالیانا مجموعه‌ای از «گفتگوها» و «داستان‌های کوتاه» (دیالوگ‌ها و داستان‌ها) را با نام مستعار «گاتو لوپسکو» از خط مقدم فرستاد که به او امکان داد در سال ۱۹۱۸ کتاب دیگری با عنوان «نوسترو پورگاتوریا» را با استفاده از تجربیاتش به عنوان خبرنگار جنگ، گردآوری کند.

### پایان عمر و درگذشت
او در سال ۱۹۵۷ برنده جایزه ادبی فلترینلی به ارزش ۵ میلیون لیره شد. بالدینی در حوالی سال ۱۹۵۲ به بیماری قلبی جدی مبتلا شد. با این وجود، او چندین سفر خارجی در سال‌های پایانی عمرش انجام داد و از یونان در سال ۱۹۵۶، اسپانیا در سال ۱۹۵۸ و انگلستان در سال ۱۹۶۱ بازدید کرد. آنتونیو بالدینی در ۶ نوامبر ۱۹۶۲ در رم درگذشت.
بسیاری از دوستان مفسر و روزنامه‌نگار بالدینی پس از مرگش، روی روزنامه‌نگاری او متمرکز بودند.